# チアパ・デ・コルソ (チアパス州)
チアパ・デ・コルソ（Chiapa de Corzo）は、メキシコのチアパス州にある基礎自治体。州都トゥストラ・グティエレスの南東に位置している。古代の遺跡チャパ・デ・コルソで有名な町である。アンヘル・アルビノ・コルソ国際空港が立地しており便利である。プエブロ・マヒコに選出されている。